# Wu Yingjie
Wu Yingjie, né en décembre 1956 à Changyi dans la province du Shandong, est un homme politique chinois d'ethnie Han. Depuis août 2016, il est secrétaire du Parti communiste chinois dans la région autonome du Tibet.

## Biographie
Wu Yingjie s'est installé au Tibet en 1974 pendant la Révolution culturelle, dans le cadre du mouvement d'envoi des zhiqing à la campagne. Il a d'abord travaillé dans une ferme à Nyingchi puis dans une usine de production d'énergie avant de suivre des études universitaires à Lhassa de 1979 à 1983. Il a rejoint le parti communiste chinois en 1987. En 2011, il est le chef adjoint du parti communiste chinois de la région,,.
En août 2016, Wu Yingjie remplace Chen Quanguo comme secrétaire du Comité du Parti communiste chinois pour la région autonome du Tibet. Comme son prédécesseur, Wu appartient également au groupe ethnique Han majoritaire.
Pour Claude Arpi, « En nommant Wu, la direction communiste à Beidaihe a joué en toute sécurité, car il n'est pas un personnage controversé et a une longue expérience au Tibet ». Pour Arpi, Wu remplace deux Tibétains, Pema Thrinlé (Padma Choling), président du Congrès régional et Lobsang Gyaltsen, gouverneur de la région autonome du Tibet. Pour Sonam Norbu Dagpo, secrétaire du Département de l'information et des relations internationales de l'administration centrale tibétaine, membre de 2002 à 2008 d'une délégation tibétaine en mission en Chine, sa grande expérience de travail de plus de 32 ans au Tibet a amené sa nomination.
Il quitte ses fonctions au Tibet le 18 octobre 2021.
En décembre 2022, le département du Trésor des États-Unis annonce des sanctions à l'égard de Wu Yingjie en raison de violations des droits humains. Des habitants de la région l'accusent de répression religieuse et culturelle. Selon le ministère américain les mesures prises par Wu Yingjie ont conduit à de « graves violations des droits humains, dont des exécutions extrajudiciaires, des violences physiques, des arrestations arbitraires, et des détentions massives ». Ces violences comprennent de plus des « stérilisation forcée, des avortements imposés, des restrictions sur les libertés politiques et religieuses, et la torture de prisonniers ». Ces sanctions concernent aussi Zhang Hongbo, chef de la RAT depuis 2018.
Le 16 juillet 2025, Wu Yingjie est condamné à mort avec un sursis de deux ans par un tribunal de Pékin pour avoir accepté plus de 343 millions de yuans (environ 47,78 millions de dollars) de pots-de-vin, une des affaires les plus médiatisées de la campagne anticorruption du président Xi Jinping.